# Рододендрон (пам'ятка природи, Чорногора)
Рододендро́н — ботанічна пам'ятка природи місцевого значення в Україні. Розташована в межах Рахівського району Закарпатської області, на схід від села Луги. 
Площа 1,5 га. Статус надано згідно з рішенням облвиконкому від 23.02.1984 року № 253. Перебуває у віданні ДП «Рахівське ЛДГ» (Білотисянське лісництво, кв. 20). 
Статус надано з метою збереження місць зростання рододендрона східнокарпатського (народна назва — червона рута) на високогір'ї Чорногірського масиву.